# Angelus (1966.)
Angelus, kratki film redatelja Ivana Martinca.:131, 132, 134, 137